# Правила відбору
Правила відбору — обмеження й заборони на переходи між рівнями квантомеханічної системи з поглинанням чи випромінюванням фотона, накладені законами збереження й симетрією.

## Дипольні та мультипольні переходи
Переходи між рівнями квантовомеханічної системи класифікують за мультипольністю: дипольні переходи, квадрупольні переходи, октупольні переходи і т. д. Здебільшого дипольні переходи набагато ймовірніші за квадрупольні, квадрупольні — за октупольні і т.д. — чим вища мультипольність, тим слабше квантовомеханічна система взаємодіє з електромагнітним випромінюванням. Проте, у випадку, коли матричний елемент дипольного переходу дорівнює нулю, переходи вищої мультипольності спостерігаються.
Матричний елемент дипольного переходу визначається як {\displaystyle -\langle f|e\mathbf {r} |i\rangle }, де
- {\displaystyle |i\rangle } хвильова функція початкового стану системи,
- {\displaystyle |f\rangle } — хвильова функція кінцевого стану системи (в позначеннях кет і бра-векторів),
- e — заряд електрона,
- {\displaystyle \mathbf {r} } — радіус вектор.

Переходи між рівнями називають дозволеними переходами, якщо матричний елемент дипольного переходу відмінний від нуля. У такому випадку спектральні лінії інтенсивні.
Переходи між рівнями називають забороненими, якщо матричний елемент дипольного переходу дорівнює нулю. Попри назву, заборонені переходи можуть відбуватися за рахунок вищих мультиполів чи за наявності третіх тіл, але їх спектральна інтенсивність значно менша.

### Гармонічний осцилятор
Дозволені переходи гармонічного осцилятора задовольняють правилу відбору:
{\displaystyle n_{f}=n_{i}\pm 1},
де nf та ni — квантові числа кінцевого й початкового стану, відповідно. Тобто, переходи можуть відбуватися лише між сусідніми станами. Зважаючи на те, що стани гармонічного осцилятора еквідистантні, це призводить до існування в спектрі випромінювання чи поглинання єдиної лінії.

### Магнітне квантове число
Для магнітного квантового числа
{\displaystyle \Delta m=0,\pm 1}.
Світло, яке випромінюється при переході з {\displaystyle \Delta m=0} — лінійно поляризоване. При переходах з {\displaystyle \Delta m=\pm 1} випромінюється циркулярно поляризване світло.

### Квантове число повного моменту
Для квантового числа повного моменту багатоелектронної системи
{\displaystyle \Delta J=0,\pm 1}.
Крім того, заборонені переходи між станами, в яких обидва квантові числа повного моменту дорівнюють нулю.

### Орбітальне квантове число
Для орбітального квантового числа
{\displaystyle \Delta L=\pm 1}.